# Sega Soccer Slam
Sega Soccer Slam est un jeu vidéo de football développé par Black Box Games, édité par Sega et sorti en 2002 sur GameCube, Xbox et PlayStation 2.
Ce jeu met en scène des équipes de 4 joueurs sur un terrain à dimension réduite. Les règles du jeu sont simples : il n'y en a pas ! Tous les moyens sont bons pour faire entrer le ballon dans les buts adverses. Ainsi, vous pouvez frapper vos adversaires, faire des tirs aériens hallucinants, ou détruire l'armure du gardien et le faire entrer dans ses cages. Les personnages sont complètement loufoques et ont un design très bande dessinée, voire cartoon.

## Équipes

### Principales
Les joueurs des équipes suivantes peuvent être améliorés en gagnant des accessoires en mode Solo. Chacun d'eux privilégie la vitesse ou la puissance, l'un toujours au détriment de l'autre.
- Les El Fuego. Cette équipe représente l'Amérique du Sud. Sa composition :
  - El Diablo : Ancien catcheur péruvien. (Puissant)
  - Madeira : Danseuse de capoeira brésilienne. (Rapide)
  - Rico : Joueur de foot argentin de grande renommée. (Grand)

Leur pouvoir est le feu.
- Les Spirit. Cette équipe représente l'Afrique. Sa composition :
  - Djimon : Sorcier africain aux pouvoirs occultes. (Grand)
  - Kaimani : Rastaman surfeur. (Puissant)
  - Zari : Sportive très... mauresmo. (Grande)

Leur pouvoir est 'inconnu'
- Les Subzero. Cette équipe représente l'Europe avec les Volta. Sa composition :
  - Lola : Reine des discothèques allemande. (Rapide)
  - Half-Pint : Hooligan punk anglais. (Puissant)
  - Kiril : Soldat russe très patriote. (Puissant)

Leur pouvoir est la glace.
- Les Toxic. Cette équipe représente l'Amérique du Nord. Sa composition :
  - Duke : Joueur de football américain. (Puissant)
  - Raine : Activiste écolo au crâne rasé. (Rapide)
  - Nova : Jeune surdoué binoclard. (Rapide)

Leur pouvoir est le poison.
- Les Tsunami. Cette équipe représente l'Océanie. Sa composition :
  - Rumiko : Folle de technologie au bras bionique qui a créé les Robo. (Rapide)
  - Kahuna : Gros balèze Hawaïen à l'allure atypique (chemise et collier de fleurs) . (Puissant)
  - Boomer : Orphelin élevé par des kangourous. (Puissant)

Leur pouvoir est l'eau.
- Les Volta. Cette équipe représente l'Europe avec les Subzero. Sa composition :
  - Angus : Guerrier écossais jovial. (Puissant)
  - Arsenault : Petit vieillard râleur, prétentieux et donc français. (Rapide)
  - Dante : Dandy italien. (Grand)

Leur pouvoir est l'électricité.

### Cachées
Les joueurs de ces équipes ne peuvent pas être améliorés car ils possèdent déjà des statistiques excellentes.
- Les Golden Mantra (Ohm). Cette équipe est composée de moines plutôt puissante et complète : 
  - Damo : Un grand mâitre des arts martiaux qui a pris Dakai et Jishen sous son aile.
  - Dakai : Ancien chef rebelle. Insatisfait de son style de vie, il décida de se convertir en moine et de faire des recherches sur l'immortalité. Damo lui proposa de le prendre pour apprenti pour l'aider à atteindre son but et Dakai, reconnaissant, promis de protéger Damo à n'importe quel prix.
  - Jishen : Il travaillait dans un restaurant gastronomique jusqu'à ce qu'il fasse une grave crise de vertiges. Ses parents le confièrent à Damo pour le guérir. En echange, Jishen lui fait la cuisine et lui a appris son sport favori: le foot.
- Les Heartbreakers (Love). Cette équipe est composée de bimbos roses :
  - Nadia : Blonde du groupe. (Très rapide)
  - Petra : Oreilles et queue de lapin sont ses armes. (Très rapide)
  - Marla : Toute de cuir rose vêtue. (Très rapide)
- Les Robo. Cette équipe est composée de robots intelligents créés par Rumiko. Ils sont tous très puissants.
  - Pi : Un techno-lover qui, en entendant une voix robotique par la fenêtre, pensait avoir trouvé sa compagne et fut déçu en s'apercevant qu'il s'agissait d'une humaine avec qui il ne pourrait jamais être. Il sombra dans la dépression et Rumiko s'inscrivit à la compétition pour l'aider à oublier.
  - Mecha : Fan de littérature du XVIIe siècle. Il souhaite écrire une version TV de Roméo et Juliette.
  - Diode : Fan de rodéo que Rumiko ne supportait plus Diode car il prenait le labo pour un ranch. Elle essaye de le mettre dans la compétition de Sega Soccer Slam mais il essaye d'en modifier les règles pour que tout le monde joue sur des chevaux. Finalement, il assouvira sa passion en jouant les scènes à cheval dans les mini-séries écrites par Mecha.

## Accueil
- Jeux vidéo Magazine : 13/20[1]